# Torpan Pojat Helsinki
Il Torpan Pojat Helsinki è una società cestistica finlandese, con sede a Helsinki.

## Storia
La società è attiva sia nel settore femminile che in quello maschile.
La squadra maschile è famosa perché nel 2008 (ma per sole due partite) vi ha militato l'ex star NBA Scottie Pippen.
In realtà è una delle più prestigiose e antiche squadre finlandesi: meglio conosciuta come ToPo è stata fondata nel 1932, ma tuttavia ha cominciato ad affermarsi solo nel 1960, anno del suo primo campionato nazionale.
Da allora ha vinto 9 titoli e quattro coppe nazionali.

## Palmarès
- Campionato finlandese: 9

1960, 1965-66, 1977-78, 1980-81, 1982-83, 1985-86, 1995-96, 1996-97, 1997-98
- Coppa di Finlandia: 4

1980, 1992, 1996, 1997